# Maolin (Shijie)
Maolin (chinesisch 茆林村, Pinyin Mǎolín Cūn) ist ein Verwaltungsdorf im Süden der Großgemeinde Shijie, kreisfreie Stadt Guangde, der chinesischen Provinz Anhui. Es entstand bei der Gemeindereform 2003 auf Anweisung der damaligen Kreisregierung von Guangde durch den Zusammenschluss der natürlichen Dörfer Xianfeng, Linchang und Maolin. Heute hat das Dorf eine Fläche von 21,9 km² und 3480 registrierte Einwohner (Stand 2012). Dazu kommt noch das Personal der Basis 603 im Süden des Dorfs, wo die Shanghaier Akademie für Raumfahrttechnologie, ein Unternehmensbereich der China Aerospace Science and Technology Corporation, eine Testanlage für Raumfahrtzwecke betreibt.

## Geschichte

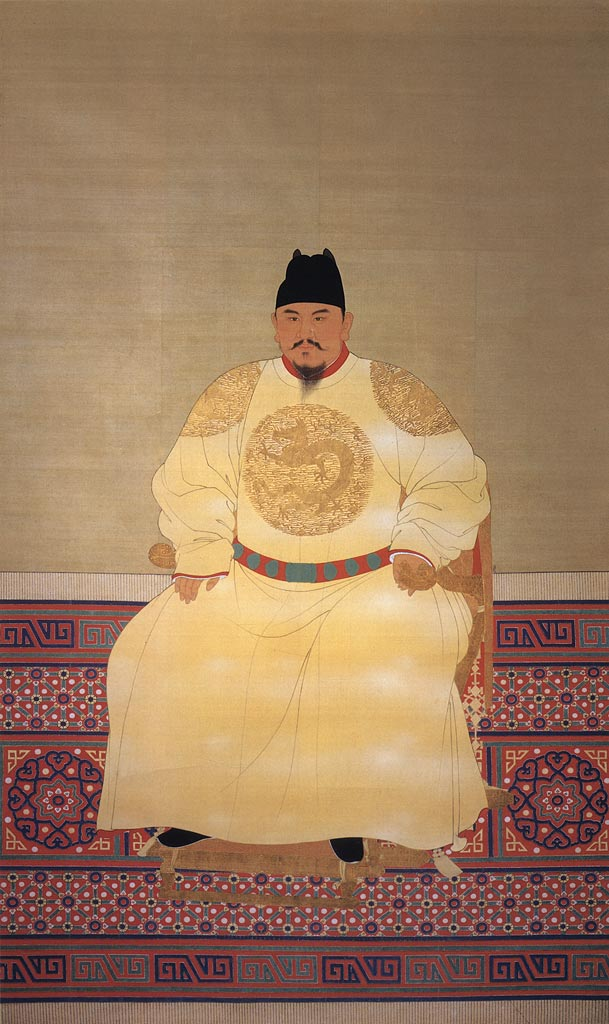
Zhu Yuanzhang

Wie Funde von Steinwerkzeugen wie Messer und Hauen belegen, war die Gegend von Maolin seit etwa 1000 v. Chr. von Stämmen besiedelt, die Ackerbau betrieben. Die in den „Annalen der Präfektur Guangde“ (广德州志) schriftlich fixierte Geschichte des Dorfes reicht jedoch nur bis 1354 zurück, als Zhu Yuanzhang, ein Unterführer des nördlichen Flügels der Roten Turbane, der in Südostchina operierte, die Bauern zum Widerstand gegen das mongolische Besatzungsregime aufrief. Örtliche Landwirte beschlossen, während der 4. Doppelstunde (卯, Pinyin mǎo, 05:00–07:00) die vom Kaiserhof in Peking entsandten Beamten zu ermorden, was gelang. 1356 eroberte Zhu Yuanzhang Nanjing und rief dort 1368 die Ming-Dynastie aus. Da bei den Kämpfen gegen die Mongolen zahlreiche Männer ums Leben gekommen waren, erließ der neue Kaiser der gesamten Präfektur Guangde für sieben Jahre die Getreideablieferungen, und im Gedenken an den Bauernaufstand von 1354 verlieh er dem Dorf den Namen „Maolin“ bzw. 茆林, wobei die zweite Silbe und das Pflanzenradikal über Mao daran erinnern sollten, dass sich die Widerstandskämpfer damals in einem Wald versammelt hatten, um ihre Pläne zu schmieden.
Auch heute noch ist das Gebiet des Verwaltungsdorfs stark bewaldet; 60 ha Ackerland stehen 1530 ha Bergwald gegenüber, wo Moso-Bambus, Chinesische Kastanien und Tee angebaut werden. 1960 errichteten das Institut für Geophysik der Chinesischen Akademie der Wissenschaften und das damalige Ingenieurbüro für Maschinenbau und Elektrotechnik Shanghai auf einer von Bergen umgebenen Hochebene südlich des natürlichen Dorfes Xianfeng einen Startplatz für Höhenforschungsraketen, von wo aus am 15. bzw. 28. Juli 1966 zwei Hunde auf einen suborbitalen Flug in 70 km Höhe geschickt wurden. Danach wurde der sogenannte „Raketenstartplatz Guangde“ (广德火箭发射场, Pinyin Guǎngdé Huǒjiàn Fāshèchǎng) eingemottet. Der 52 m hohe Startturm blieb jedoch als Wahrzeichen erhalten.
Anfang 2010 beschloss dann die Shanghaier Akademie für Raumfahrttechnologie, Hersteller von Satelliten und Trägerraketen, in Ergänzung zu ihren Produktions- und Entwicklungszentren in Huzhou und Hohhot dort zu investieren und eine komplette Testanlage zu bauen.
Die Abrissarbeiten auf dem alten Startplatz und der Bau der Wohn- und Verwaltungsgebäude im „Neuen Raumfahrtdorf Maolin“ (茆林航天新村) am Nordrand des Geländes wurde von der Dorfverwaltung durchgeführt, den Rest übernahm die Firma.